# Operation Breadbasket
Operation Breadbasket, creada por la Southern Christian Leadership Conference (SCLC) en 1962, fue una organización dedicada a mejorar las condiciones económicas de las comunidades de afroamericanos en los Estados Unidos de América.
Aunque fue creada en Atlanta, Georgia, los logros de su director en Chicago, el reverendo Jesse Jackson, llevó al presidente de la SCLC, Martin Luther King, a nombrarle director de la organización nacional en 1967. Jackson permaneció en el cargo hasta finales de 1971 cuando abandanó a la SCLC para fundar una organización parecida, Operation Rainbow/PUSH (People United to Save Humanity).

## Breadbasket Orchestra and Choir
La Breadbasket Orchestra and Choir (Orquesta y Coro de Operation Breadbasket), con Ben Branch como director musical, actuó en varios eventos de Martin Luther King Jr. y Operation/PUSH. Branch y Jackson estuvieron hablando con King en el momento de su asesinato y King acababa de pedirle a Branch que tocara el espiritual negro, «Take My Hand, Precious Lord» en el mitin que se iba a celebrar dos horas más tarde.
Por otra parte, en su introducción al tema, compuesto por Joe Zawinul, que da título al álbum en directo Country Preacher (1969), Cannonball Adderley hace una mención expresa de Branch y de Jackson y Operation Breadbasket. Jackson, por su parte, hace el pregón del concierto e introduce el primer tema, «Walk Tall».